# Itsasondo
Itsasondo – gmina w Hiszpanii, w prowincji Guipúzcoa, w Kraju Basków, o powierzchni 8,94 km². W 2011 roku gmina liczyła 677 mieszkańców.
W miejscowości jest przystanek kolejowy Itsasondo.